# Moussa Sylla (futbolista nacido en 1999)
Moussa Sylla (Étampes, Francia, 25 de noviembre de 1999) es un futbolista maliense que juega en la demarcación de delantero para el F. C. Schalke 04 de la 2. Bundesliga de Alemania. Es hermano del también futbolista Yacouba Sylla.

## Biografía
Tras formarse como futbolista en el Étampes FC y en el CS Brétigny, finalmente en 2014 pasó a la disciplina del AS Monaco. Cuatro años después subió al segundo equipo, con el que disputó 24 partidos y anotó 14 goles, lo que le hizo valer para subir al primer equipo, disputando su primer partido el 21 de abril de 2018. Abandonó el conjunto monegasco en junio de 2020 tras finalizar su contrato. En septiembre firmó por cuatro temporadas con el F. C. Utrecht neerlandés. Estuvo dos y media, ya que el 31 de enero de 2023 regresó a Francia para jugar en el S. M. Caen hasta 2025. En agosto de ese mismo año fue prestado al Pau F. C. Con este equipo marcó quince goles en la Ligue 2 y en junio de 2024 fue traspasado al F. C. Schalke 04.

## Selección nacional
Aunque fue internacional por Francia entre la sub-16 y la sub-20, en categoría absoluta optó por jugar con Malí e hizo su debut el 22 de marzo en un amistoso ante Mauritania.

## Clubes
Actualizado al último partido disputado el 18 de mayo de 2025.
| Club                            | Div.          | Temporada     | Liga  | Liga  | Copas nacionales(1) | Copas nacionales(1) | Copas internacionales(2) | Copas internacionales(2) | Total | Total | Media goleadora |
| Club                            | Div.          | Temporada     | Part. | Goles | Part.               | Goles               | Part.                    | Goles                    | Part. | Goles | Media goleadora |
| ------------------------------- | ------------- | ------------- | ----- | ----- | ------------------- | ------------------- | ------------------------ | ------------------------ | ----- | ----- | --------------- |
| A. S. Monaco F. C. "II" Francia | 4.ª           | 2016-17       | 5     | 1     | —                   | —                   | —                        | —                        | 5     | 1     | 0.2             |
| A. S. Monaco F. C. "II" Francia | 4.ª           | 2017-18       | 19    | 14    | —                   | —                   | —                        | —                        | 19    | 14    | 0.74            |
| A. S. Monaco F. C. "II" Francia | 4.ª           | 2018-19       | 8     | 6     | —                   | —                   | —                        | —                        | 8     | 6     | 0.75            |
| A. S. Monaco F. C. "II" Francia | 4.ª           | 2019-20       | 13    | 5     | —                   | —                   | —                        | —                        | 13    | 5     | 0.38            |
| A. S. Monaco F. C. "II" Francia | Total club    | Total club    | 45    | 26    | 0                   | 0                   | 0                        | 0                        | 45    | 26    | 0.58            |
| A. S. Monaco F. C. Francia      | 1.ª           | 2017-18       | 5     | 2     | 0                   | 0                   | 0                        | 0                        | 5     | 2     | 0.4             |
| A. S. Monaco F. C. Francia      | 1.ª           | 2018-19       | 18    | 0     | 4                   | 1                   | 6                        | 1                        | 28    | 2     | 0.07            |
| A. S. Monaco F. C. Francia      | 1.ª           | 2019-20       | 1     | 0     | 0                   | 0                   | —                        | —                        | 1     | 0     | 0               |
| A. S. Monaco F. C. Francia      | Total club    | Total club    | 24    | 2     | 4                   | 1                   | 6                        | 1                        | 34    | 4     | 0.06            |
| F. C. Utrecht · Países Bajos    | 1.ª           | 2020-21       | 21    | 0     | 2                   | 1                   | ―                        | ―                        | 23    | 1     | 0.04            |
| F. C. Utrecht · Países Bajos    | 1.ª           | 2021-22       | 26    | 6     | 1                   | 1                   | ―                        | ―                        | 27    | 7     | 0.26            |
| F. C. Utrecht · Países Bajos    | 1.ª           | 2022-23       | 10    | 1     | 1                   | 0                   | ―                        | ―                        | 11    | 1     | 0.09            |
| F. C. Utrecht · Países Bajos    | Total club    | Total club    | 57    | 7     | 4                   | 2                   | 0                        | 0                        | 61    | 9     | 0.15            |
| S. M. Caen Francia              | 2.ª           | 2022-23       | 13    | 0     | ―                   | ―                   | ―                        | ―                        | 13    | 0     | 0               |
| S. M. Caen Francia              | Total club    | Total club    | 13    | 0     | 0                   | 0                   | 0                        | 0                        | 13    | 0     | 0               |
| Pau F. C. Francia               | 2.ª           | 2023-24       | 35    | 15    | 2                   | 1                   | ―                        | ―                        | 37    | 16    | 0.43            |
| Pau F. C. Francia               | Total club    | Total club    | 35    | 15    | 2                   | 1                   | 0                        | 0                        | 37    | 16    | 0.43            |
| F. C. Schalke 04 · Alemania     | 2.ª           | 2024-25       | 27    | 16    | 1                   | 0                   | ―                        | ―                        | 28    | 16    | 0.57            |
| F. C. Schalke 04 · Alemania     | Total club    | Total club    | 27    | 16    | 1                   | 0                   | 0                        | 0                        | 28    | 16    | 0.57            |
| Total carrera                   | Total carrera | Total carrera | 201   | 66    | 11                  | 4                   | 6                        | 1                        | 218   | 71    | 0.33            |